# Otite negli animali domestici
L'otite è una infiammazione dell'orecchio che colpisce la parte esterna (otite esterna) e media (otite media).

## Otite esterna
Si manifesta con un’infiammazione della cute e della mucosa di rivestimento dell’orecchio esterno attraverso una ipersecrezione delle ghiandole ceruminose presenti in questa sede. L’accumulo di cerume può portare alla proliferazione di batteri e parassiti facendo così insorgere un’otite batterica.

## Otite esterna nei cani
L’orecchio esterno del cane si presenta lungo e non rettilineo. Questa conformazione anatomica rende difficile il trattamento locale e la pulizia della parte. Pertanto sono frequenti lesioni da parte di un copro estraneo. Nel caso l’otite venga trascurata o non trattata giustamente può essere necessario un intervento chirurgico (intervento di Zepp). Inoltre un’otite esterna trascurata può portare alla perforazione della membrana del timpano e ad un passaggio del processo infiammatorio all’orecchio medio.

## Otite media
I sintomi di un’otite media variano in base alla causa scatenante. Si possono riscontrare in una sindrome vestibolare, unilaterale, che comporta una compromissione dell’equilibrio statico e dinamico. Nei casi più gravi l'otite media è responsabile della rotazione dei bulbi oculari o della testa verso il lato colpito. Queste conseguenze sono dovute alla perdita funzionale delle connessioni del fascio vestibolo-spinale laterale e delle fibre del nucleo vestibolare laterale. Ne consegue anche un’alterazione della percezione dell’orizzonte e una tendenza a cadere sempre dallo stesso lato.